# Мері Форд
Мері Форд (англ. Mary Ford, насправді Айріс Колін Саммерс (англ. Iris Colleen Summers), 7 липня 1924, Ель-Монте, округ Лос-Анджелес, Каліфорнія — 30 вересня 1977, Аркадія, Каліфорнія) — американська співачка, гітаристка, акторка і авторка пісень, яка була дружиною гітариста та винахідника Леса Пола, з яким вона створила успішний дует у 1950-х роках.

## Біографія
Айріс Колін Саммерс народилася в сім'ї, в якій більшість родичів були музикантами. Спочатку вони жили в Міссурі, а потім переїхали на південь Каліфорнії.

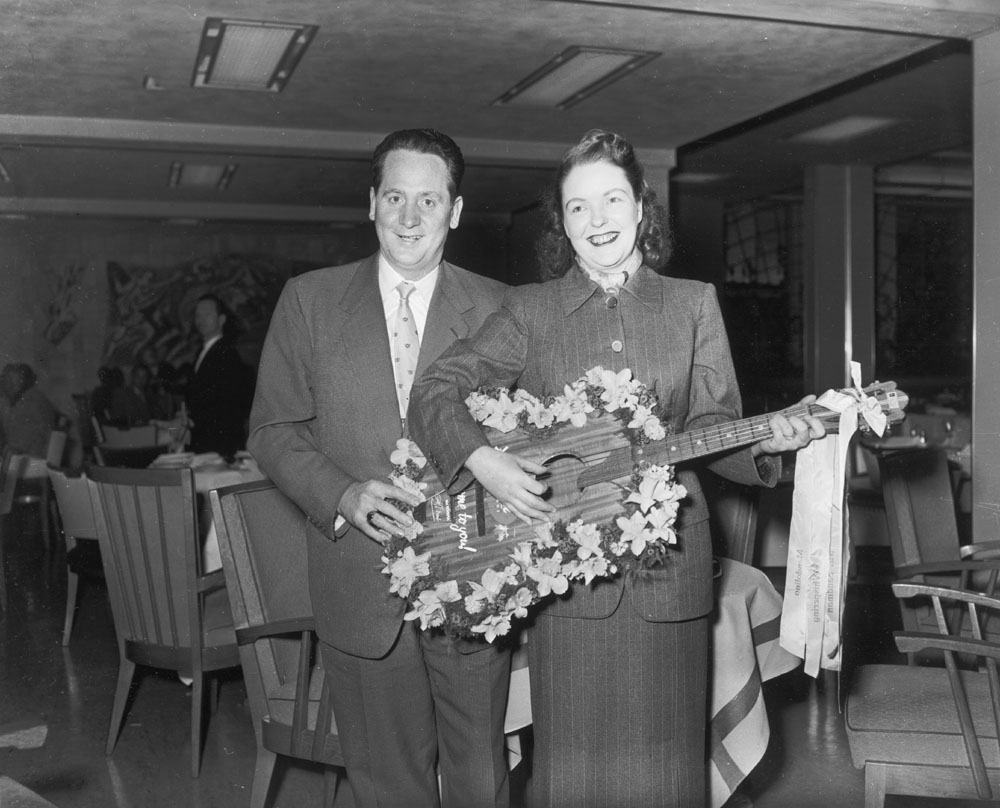
Лес Пол і Мері Форд. 1955

На початку 40-х років Айріс почала заробляти на життя музикою, співпрацюючи з актором і музикантом Джином Отрі. Саме він познайомив її з гітаристом і винахідником Лесем Полом у 1945 році, а з 1946 року вони почали грати разом. Лес Пол вибрав для Айріс коротке сценічне ім'я — Мері Форд. 29 грудня 1949 року Мері Форд і Лес Пол одружилися.
На початку 1950-х років Мері Форд і Лес Пол записують композиції для компанії Capitol Records використовуючи багатоканальний запис (винахід Леса Пола) і використовуючи короткі відстані від рота музиканта до мікрофону, що зробило їх записи унікальними. Їх шлягери «Як Місяць високо» (How High the Moon) та «Йди з Богом» (Vaya con Dios) досягнули рекордних продажів у Сполучених Штатах у 1953 році.
У 1964 році пара розлучилася і музичний дует також розпався. Мері Форд вийшла заміж за старого друга дитинства та іноді грала з сестрою в Каліфорнії.
Мері Форд померла в 1977 році внаслідок ускладнень, пов'язаних із діабетом. Вона була похована в місті Ковіна на цвинтарі Форест-Лон.

## Нагороди
- Мері Форд має свою зірку на Голлівудській алеї слави.